# Centar za kulturu Tivat
Centar za kulturu Tivat, kulturna ustanova u Tivtu, Crna Gora. U današnjem organizacijskom obliku postoji od 1970. godine. U svom sastavu ima Gradsku knjižnicu, više pozornica za izvođačke umjetnosti: Veliku salu, Malu scenu, Ljetnju pozornicu. Bavi se kazališnom i filmskom produkcijom, izdavaštvom i dr. Nalazi se u ulici Luke Tomanovića 4, Tivat. Smješten u kući Gracije Petovića.

## Vanjske poveznice
- Centar za kulturu Tivat